# Édouard Lorois
Pour les articles homonymes, voir Lorois.
Édouard Lorois est un avocat et un haut fonctionnaire français, né à Nantes le 27 janvier 1792 et mort à Arzal (Morbihan) le 6 mars 1863. De tendance politique libérale, il fut préfet du Morbihan de 1830 à 1848.

## Biographie

### Famille
Édouard Lorois est le fils de Louis Lorois, négociant à Brest, et de Louise Gauttier du Parc (sœur de Pierre-Henry Gauttier du Parc). 
En 1818, Édouard Lorois épousa Pauline Ramel de Nogaret, la fille aînée de Dominique-Vincent Ramel-Nogaret, ministre des Finances sous le Directoire. Il en eut quatre enfants, dont Édouard, qui devint député, et Émile, préfet et député. Il est également le beau-père de Léon Crucy et de Charles Pluyette. Par la famille de sa femme, il intégra le monde intellectuel et artistique de la capitale qui gravitait autour du clan Panckoucke.

### Débuts
Alors qu'il fait son droit à Rennes, le jeune Lorois, apprenant la nouvelle du débarquement de Napoléon, fait pavoiser la ville et arbore la cocarde tricolore. Cet enthousiasme précoce lui vaut de faire partie de la délégation que Rennes envoie pour féliciter l'Empereur. Celui-ci  remarque le jeune homme, le nomme chevalier de la Légion d'honneur et sous-préfet de l'arrondissement de Châteaubriant (Loire-Atlantique) (1815).

### Sous-préfet de Châteaubriant
À ce poste, Édouard Lorois doit faire face à l'opposition chouanne. Après la défaite de Waterloo, il prend la tête des troupes de sa ville et marche sur Nantes. Refusant la fin du régime, il multiplie les provocations et finit par être arrêté le 5 décembre. Le 16 février 1816, il est exilé à Bruxelles.

### Avocat à Bruxelles
Jusqu'en 1830, Édouard Lorois demeure à Bruxelles, où il exerce la profession d'avocat. La Révolution de Juillet, qui porte au pouvoir Louis-Philippe, lui donne la possibilité de rentrer en France. Le 10 août, il est nommé préfet du Morbihan.

### Préfet du Morbihan
À la tête du département du Morbihan, Édouard Lorois réussit à contenir les opposants au nouveau régime sans violence excessive. Il mena plusieurs grands projets dans le département, notamment la construction du pont qui porte son nom sur la rivière d'Étel (1844), du pont de La Roche-Bernard (1839), du défrichement des alignements de Carnac et de la poldérisation de l'anse de Mancel (Séné). La Révolution française de 1848 mit fin à sa carrière.